# Глибівська сільська рада
| Глибівська сільська рада — орган місцевого самоврядування у Богородчанському районі Івано-Франківської області з адміністративним центром у с. Глибівка. Утворена 20 грудня 1991 року. Водоймища на території, підпорядкованій даній раді: річка Саджавка. Сільській раді підпорядковані населені пункти: - с. Глибівка |

## Склад ради
Рада складається з 16 депутатів та голови.

### Керівний склад ради
| ПІБ                      | Основні відомості                                                                     | Дата обрання | Дата звільнення |
| ------------------------ | ------------------------------------------------------------------------------------- | ------------ | --------------- |
| Соловей Михайло Іванович | Сільський голова, 1959 року народження, освіта, член Української Народної Партії      | 26.03.2006   | 31.10.2010      |
| Соловей Михайло Іванович | Сільський голова, 1959 року народження, освіта вища, член Української Народної Партії | 31.10.2010   |                 |

Примітка: таблиця складена за даними джерела